# Järnvägslinjen Reftele–Gislaved
Järnvägslinjen Reftele–Gislaved var en 18,4 km lång järnvägslinje mellan Reftele och Gislaved i Småland.

## Historik
När järnvägslinjen Halmstad-Nässjö diskuterades och byggdes började man även planera en bibana till Gislaved. Från Reftele byggdes banan via Nennesmo, Lövås, Anderstorp, Stormossen, Hultabacken, Gyllenfors till Gislaved. Den invigdes 1901 och byggdes av HNJ.
Banan Hestra–Gislaved vidare norrut till Hestra station, som tillhörde Borås-Alvesta Järnväg, utfördes under 1920-talets krisår och invigdes 1925. 
Persontrafiken lades ner 1962 och den regulära godstrafiken 1969.